# George Lyon (golfer)
George Seymour Lyon (1858 – 1938) is een Canadees, die als cricketer en golfer zijn land veelvuldig heeft vertegenwoordigd. Hij werd in 1955 opgenomen in Canada's Sports Hall of Fame en in 1971 in de Canadian Golf Hall of Fame. George was de zoon van Robinson E Lyon en Sarah Maxwell. 

## Cricket
George Lyon kwam als batsman acht keer voor zijn land uit.

## Golf
Lyon was al 38 jaar toen hij met golf begon. Hij won het Canadees Amateur acht keer tussen 1898 en 1914 en het Canadees Senior Amateur tien keer tussen 1918 en 1930. Hij deed vier keer mee aan het US Amateur en haalde in 1906 de finale. Eben Byers versloeg hem toen met 2 up.  Als 50-jarige speelde Lyon het Brits Amateur.
Olympische Spelen
Op de Olympische Zomerspelen van 1904 in Saint Louis (Missouri) behaalde hij met golf een gouden medaille. Hij had zich op de voorgaande maandag gekwalificeerd over 36 holes. Daarna gingen de beste 72 spelers door naar het matchplay toernooi, iedere ronde was 36 holes. Hij was de enige Canadees, alle anderen waren Amerikaans. In de finale versloeg hij de 21-jarige Chandler Egan, de kersverse US Amateur. Het toernooi werd gespeeld op de Glen Echo Country Club. Zijn medaille wordt tentoongesteld in de Rosedale Golf Club in Toronto.
 In 1908 ging hij naar Londen om zijn titel te verdedigen, maar op het laatste moment werd golf van de Olympische kalender verwijderd.   
Samen met Albert Austin richtte Lyon in 1903 de Lambton Golf and Country Club in Toronto op. Lyon was vervolgens 23 jaar de president van de club. In 1923 was hij president van de Royal Canadian Golf Association. Lyon overleed in Toronto en werd op de Mount Pleasant begraafplaats in Toronto begraven.

### Gewonnen
- Canadees Amateur: 1898, 1900, 1903, 1905, 1906, 1907, 1912 en 1914
- Olympische Zomerspelen van 1904: goud
- North American Seniors Golf Championship: 1923, 1931, 1932
- Canadian Senior's Golf Association Champion: 1918-1923, 1925-1926, 1928, 1930

In 1948 werd de George Lyon Shield uitgeloofd als prijs voor de winnaar van het teamkampioenschap dat in de regio van Ontario wordt gespeeld. Het kampioenschap wordt sinds 1931 gespeeld door clubteams van vier spelers. 
1900: Charles Sands ·
1904: George Lyon ·
2016: Justin Rose ·
2020: Xander Schauffele ·
2024: Scottie Scheffler